# Kidani Takaaki
Kidani Takaaki (木谷 高明 sinh ngày 6 tháng 6 năm 1960) là một doanh nhân người Nhật xuất thân từ Kanazawa, Nhật Bản. Ông là người sáng lập và là chủ tịch của công ty giải trí Bushiroad.

## Tiểu sử

### Đầu đời
Sau khi Takaaki tốt nghiệp Đại học Musashi với bằng Kinh tế, ông làm việc tại công ty kinh doanh chứng khoán Yamaichi Securities.

### Sau khi thành lập Broccoli
Takaaki rời Yamaichi Securities từ năm 1994. Vào ngày 25 tháng 3, ông thành lập Broccoli như một công ty khởi nghiệp. Năm 1996, anh thành mở chuỗi cửa hàng bán lẻ đầu tiên "Gamers". Công ty của ông tập trung vào các trò chơi điện tử và phim hoạt hình. Hiệu suất của công ty tăng lên sau khi sản xuất bộ anime Di Gi Charat và được niêm yết trên sàn giao dịch chứng khoán JASDAQ.

### Sau khi thành lập Bushiroad
Ông thành lập Bushiroad vào tháng 5 năm 2007, công ty chuyên sản xuất các trò chơi thẻ sưu tập và đảm nhận vị trí chủ tịch. Nguồn gốc của cái tên Bushiroad xuất phát từ việc công ty không thể chuyển thể Neppu Kairiku Bushi Road thành phim vì nhiều lý do khi ông bắt đầu dự án lúc còn trong Broccoli. Tuy nhiên vào tháng 3 năm 2013, bộ phim trở lại khâu sản xuất đối với Takaaki là nhà sản xuất điều hành.
Vào ngày 2 tháng 10 năm 2017, Bushiroad xác nhận Takaaki sẽ ngừng giữ chức Giám đốc đại diện của công ty vào ngày 20 tháng 10 và gia nhập vào ban giám đốc. Lần lượt vào năm 2014, 2017 và 2018, ông đoạt giải Wrestling Observer Newsletter cho hạng mục "Promoter of the Year".